# Planseestraße
Die Planseestraße (L 255) ist eine Landesstraße in Tirol. Sie führt von Reutte entlang des Plansees zur bayrischen Grenze beim Ammersattel und ist 18,75 km lang.

## Verlauf
Die Planseestraße beginnt in Reutte/Neumühle bei der Ausfahrt Reutte Süd der Fernpassstraße (B 179) als Fortsetzung der Lechtalstraße (B 198). Sie führt durch den zur Gemeinde Breitenwang gehörenden Ort Bad Kreckelmoos und über den Rossrücken (994 m ü. A.) ins Tal des Archbachs, dem sie bis zum Kleinen Plansee folgt. Von Kilometer 5,0 bis 9,5 verläuft sie am Nordufer des Plansees. An seinem Ostende führt sie durch den Ort Am Plansee und anschließend parallel zum Torsäulenbach Richtung Norden. Beim ehemaligen Zollamt Ammerwald wendet sich die Straße nach Osten, überschreitet den Ammersattel (1115 m ü. A.) und führt hinunter ins Graswangtal. Dort endet sie an der Staatsgrenze auf der Brücke über den Fischbach und führt als bayrische Staatsstraße 2060 weiter nach Ettal.

## Geschichte
Von Reutte nach Ettal führte ursprünglich nur ein Saumpfad. Der bayrische König Maximilian II., der sich gerne am Plansee zur Jagd aufhielt, ließ 1851/52 auf seine Kosten die Straße vom Schloss Linderhof bei Ettal entlang des Plansees nach Reutte anlegen. Ihm zum Dank errichteten die Gemeinden Reutte, Breitenwang, Ehenbichl und Pflach 1872 ein Denkmal im Ort Am Plansee.